# Högholmens djurgård
Högholmens djurgård (finska: Korkeasaaren eläintarha, engelska: Korkeasaari Zoo) är en djurpark på ön Högholmen i Helsingfors stad. Djurparken upprätthålls av en allmännyttig stiftelse som tillhör Helsingfors stadskoncern. Högholmen har också ett sjukhus för vilda djur.
Sammanlagt finns det omkring 150 djurarter och 1 000 växtarter. Högholmen är internationellt mest känd för sina snöleoparder, som fötts upp på ön sedan 1976. Djurparken föder upp hotade arter i EAZA Ex-situ Programme, och deltar program som syftar till att återinföra djuren i deras naturliga livsmiljöer. 
Djurparken är medlem i Europeiska djurparksföreningen (EAZA), Internationella naturvårdsunionen (IUCN) och Svenska Djurparksföreningen.
Sommartid kommer man till Högholmen med en sjöbuss från Salutorget eller Hagnäs torg. Vintertid kan man endast besöka holmen genom att gå över bron från Blåbärslandet, dit man kommer från Brändö eller Fiskehamnen som har en metrostation. Man kan även ta buss nummer 16 som går med täta intervall mellan Järnvägstorget och Blåbärslandet.

## Bilder

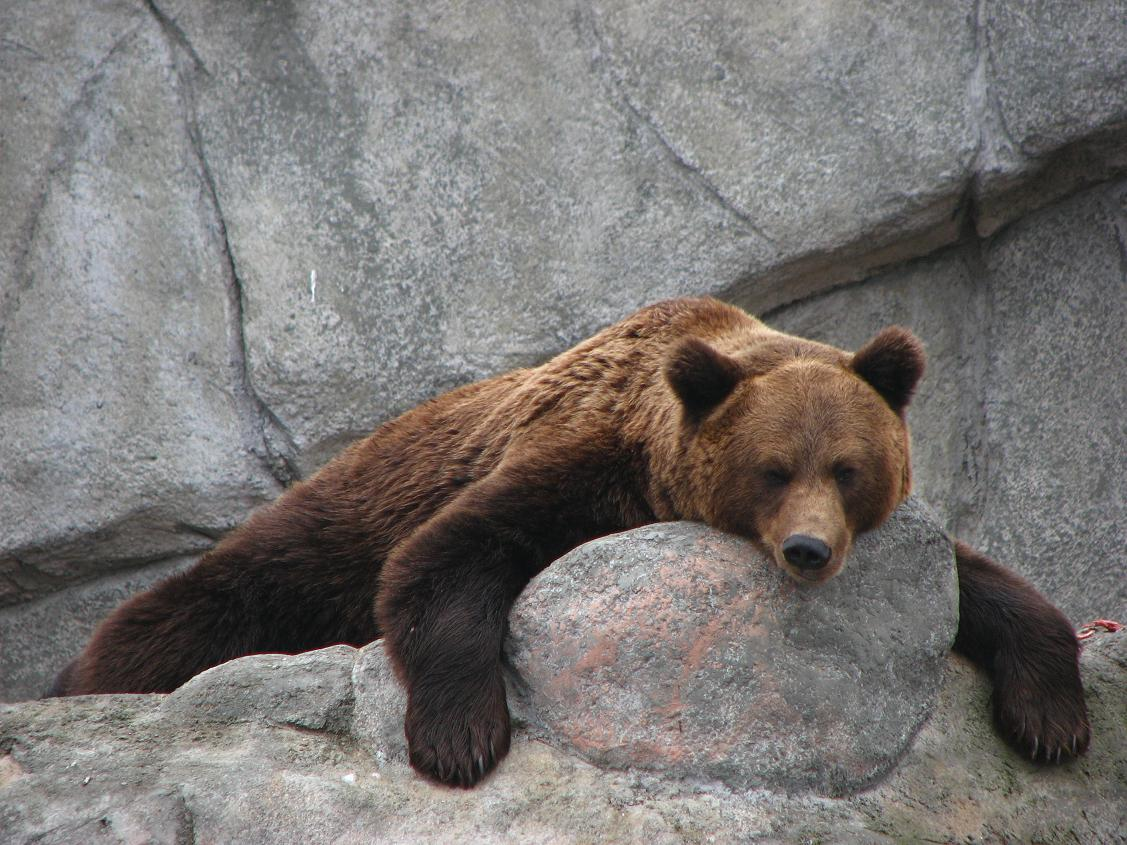
Europeisk brunbjörn
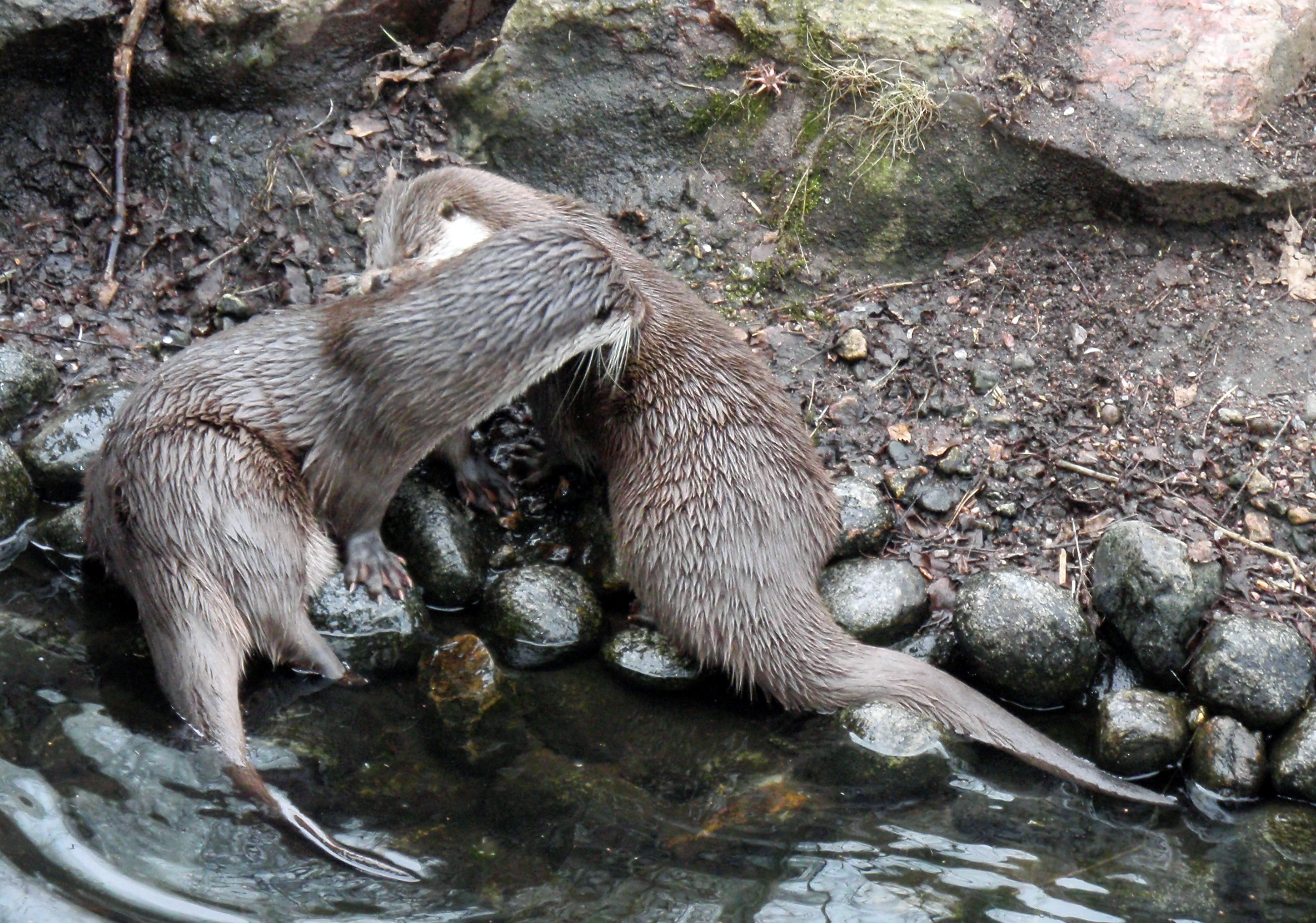
Utter
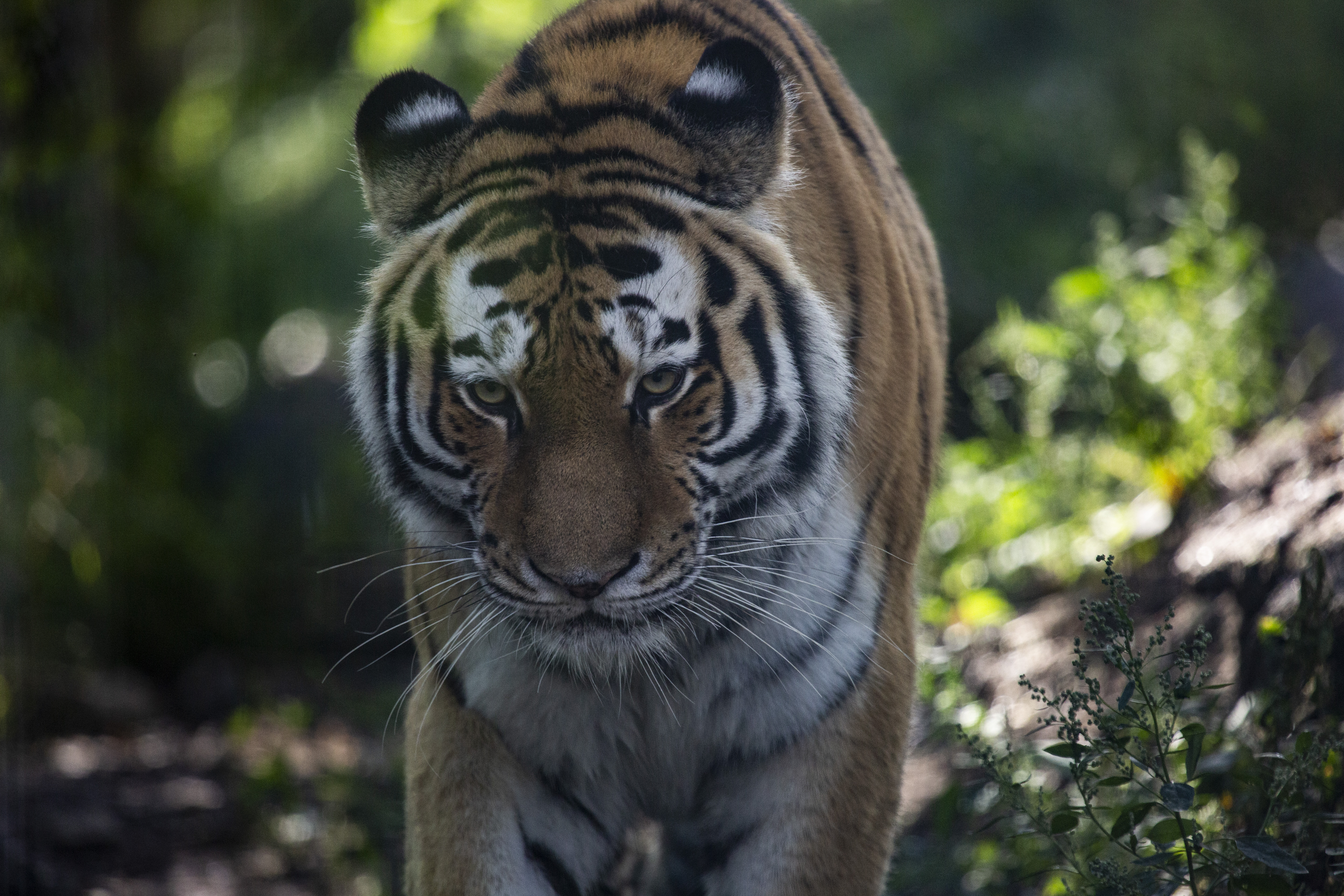
Amurtigern
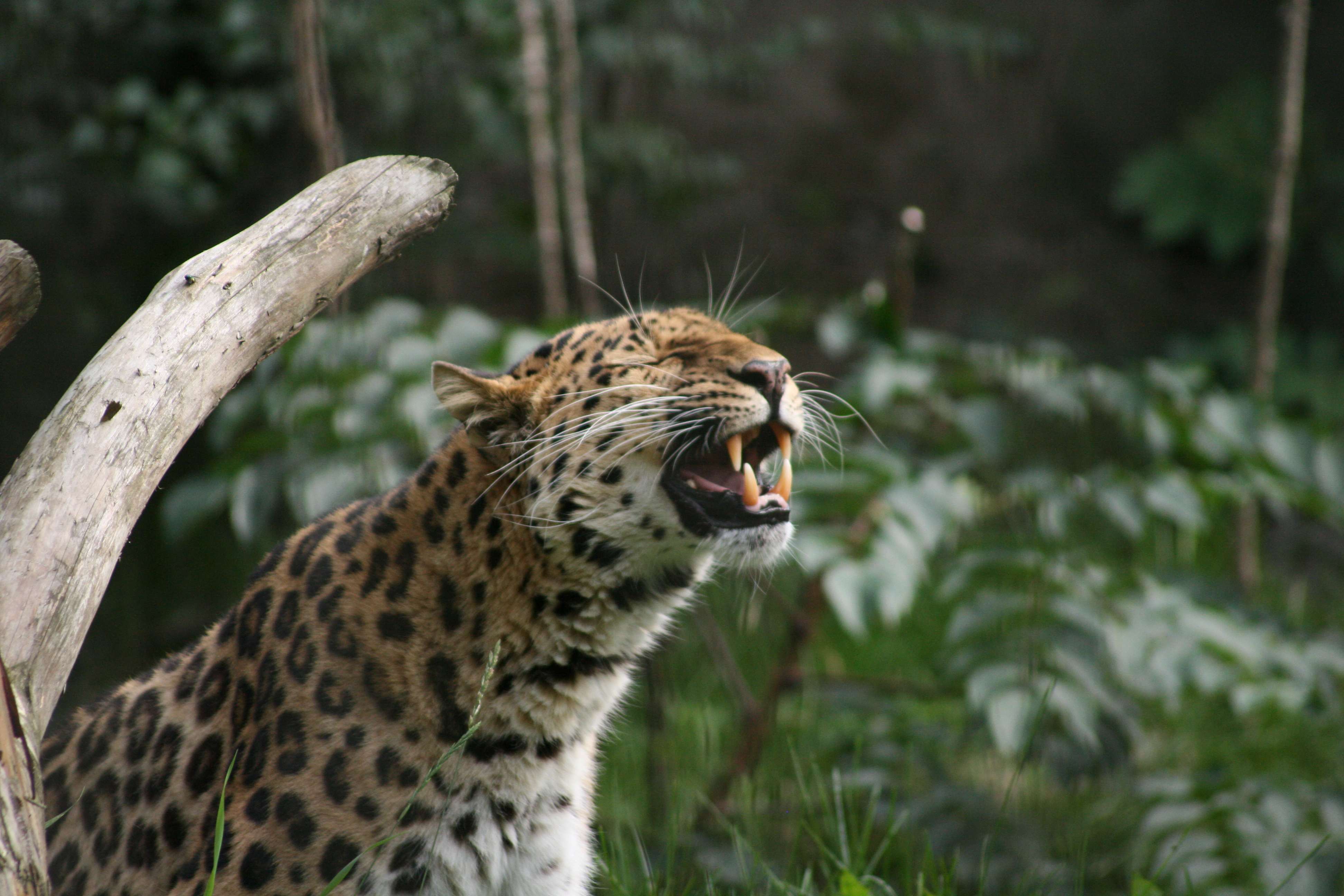
Amurleopard
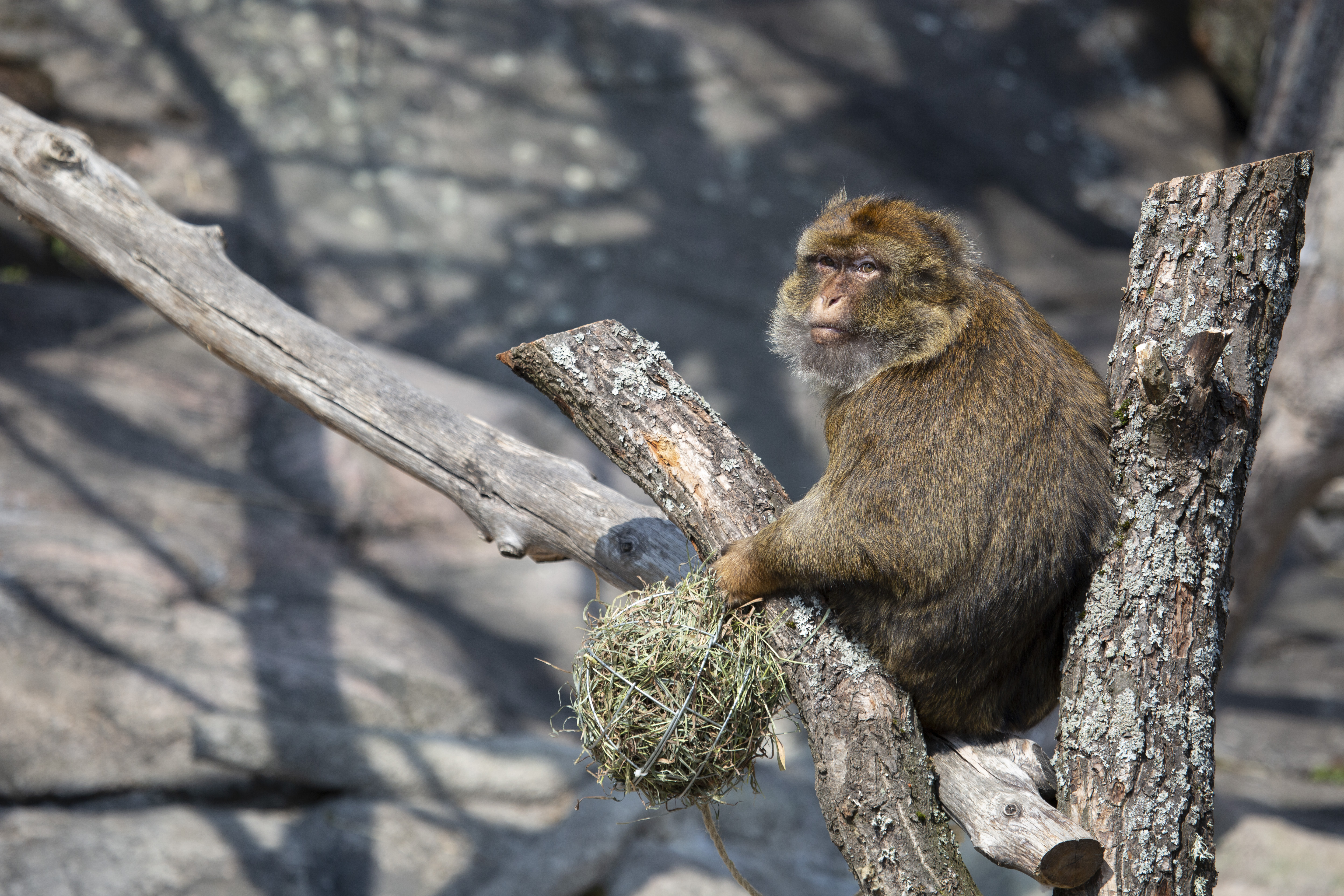
Berberapa
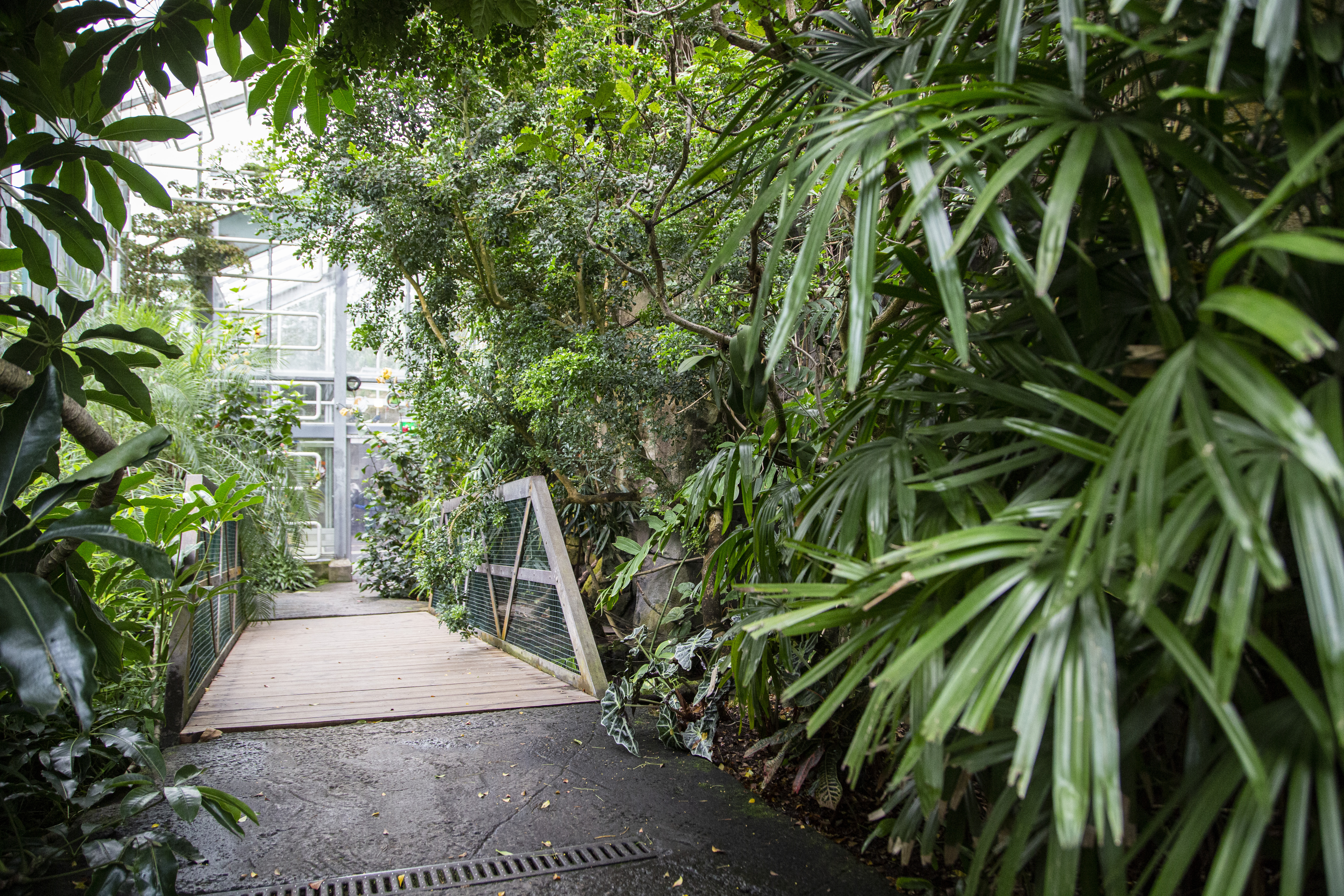
Africasiahuset